# 桃山站
桃山站位于中华人民共和国黑龙江省伊春市铁力市桃山镇，建于1941年，现为三等站。客运办理旅客乘降、行李及包裹托运；货运办理整车及零担货物发到。